# Boekverluchting

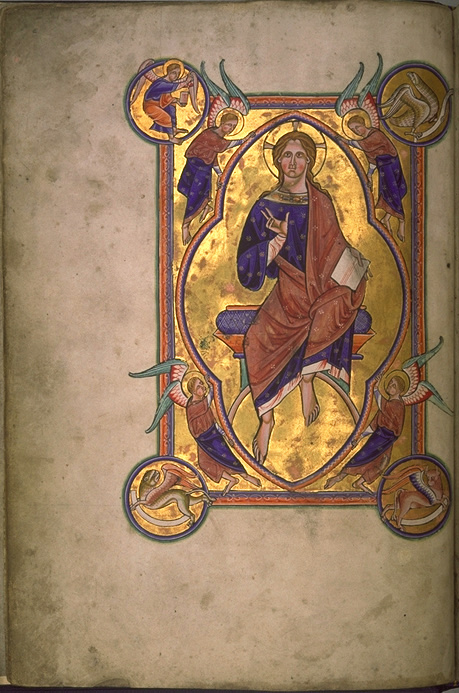
Voorbeeld van een ‘illuminatie’ in de strikte betekenis van het woord; “Christus in Majesteit uit het "Aberdeen Bestiary"”

Boekverluchting is de kunst of het ambacht die zich bezighield met de illustratie en de versiering van middeleeuwse handschriften en andere documenten. Soms wordt dit ook ‘illuminatie’ genoemd, van het Latijn illuminare dat verlichten betekent, hoewel illuminatie strikt genomen slaat op het ‘verlichten’ van handschriften met bladgoud of zilver. In het Vroegmiddelnederlands betekent verlichten trouwens: met goud of kleuren afzetten; inzicht brengen; verlichten. In het moderne Nederlands is dit verluchten geworden.

## Doel

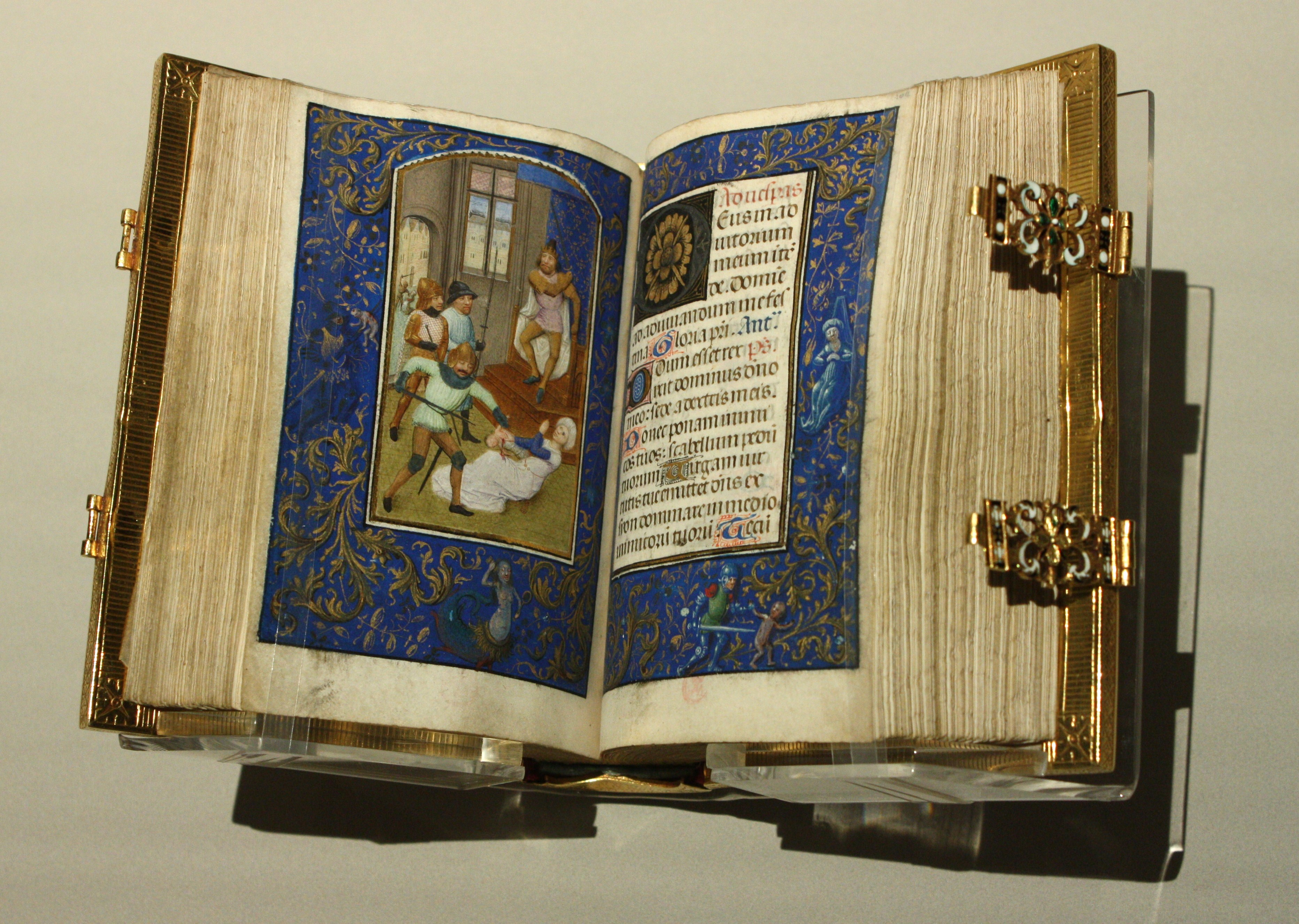
Getijdenboek in de stijl van Marmion, Brugge ca. 1480

De boekverluchting had als eerste doel de tekst te verduidelijken, toe te lichten, te ontsluiten en de lezer tot een beter begrip van de tekst te brengen. De illustratie kon ook een didactische bedoeling hebben: de tekst aanvullen, voorbeelden stellen, gebeurtenissen uit het verleden actualiseren enzovoort. Dat het boek daardoor mooier werd was meegenomen maar was niet de belangrijkste bedoeling, zeker niet in de beginperiode van de boekverluchting toen de meeste handschriften nog religieuze boeken waren en gemaakt werden in de abdijen. Als vanaf de 13e eeuw de boekproductie wordt overgenomen door de lekenateliers gaat de boekverluchting ook belangrijk worden in het kader van het boek als statussymbool. Hoe meer en uitbundiger een boek verlucht was, hoe duurder en exclusiever het werd. Men gaat zelfs boeken die niet voor het gebruik van leken bestemd waren zoals het brevier voor leken (van de hogere adel of vorstenhuizen) maken omdat men er veel meer miniaturen in kwijt kon dan in het gewone getijdenboek. Voorbeelden hiervan zijn het Breviarium Mayer van den Bergh en het Breviarium van Isabella van Castilië.
Een tweede doel van de boekverluchting was het aanbrengen van structuur in de tekst. De miniaturen en versierde of gekleurde initialen in een handschrift worden niet zomaar lukraak geplaatst, maar zijn te vergelijken met de middeleeuwse versie van onze inhoudslijst. Zo zal men bijvoorbeeld in een getijdenboek bijna altijd dezelfde miniaturen terugvinden aan het begin van de gebedsstonden. Er bestond hiervoor zelfs een Vlaams en een Frans programma. Maar ook de initialen, de grootte en de mate van versiering ervan hielpen de lezer om wegwijs te worden in een handschrift. Zo zal men in een getijdenboek meestal, naast de miniaturen, grote (bv. 3 lijnen hoog) en versierde initialen vinden bij het begin van elke psalm terwijl andere gebeden een iets kleinere (bv. 2 lijnen hoog) initiaal krijgen. Ook de versalen worden dikwijls aangemerkt door ze in te kleuren.
Een derde doel was versiering om de versiering en een voorbeeld hiervan zijn de lijnvullingen die in sommige (meestal kostbare) handschriften worden aangebracht om de lege plaats op een lijn op te vullen om zo een mooiere bladspiegel te bekomen. Ook de margeversiering kan soms in deze categorie worden ondergebracht. In andere gevallen wordt de margeversiering ook illustratie of verhalend gebruikt om de tekst toe te lichten of letterlijk af te beelden.

## Stijlgeschiedenis

### Late oudheid

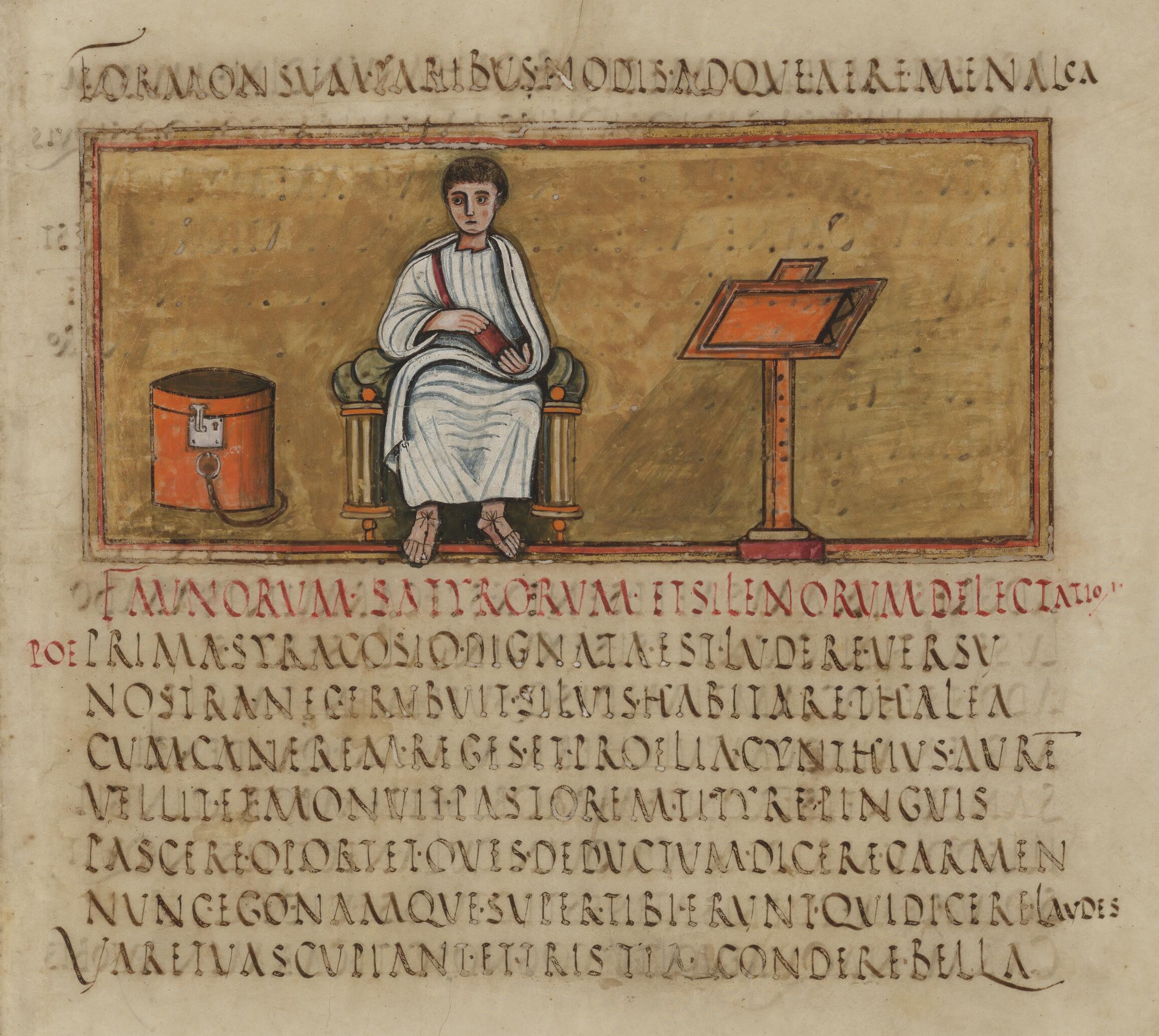
Vergilius Romanus; Portret van Vergilius

De boekverluchting in de late oudheid ontwikkelde zich van de 2e tot de 4e eeuw via de gebonden codex. Ze ontstond uit de rijke traditie van beschilderde boekrollen.
De oudste verluchte manuscripten die de tijd hebben overleefd dateren van de 4e tot de 7e eeuw. Zij werden veelal gemaakt in het Byzantijnse Rijk en kwamen via Italië in het West-Romeinse Rijk of wat er van overbleef terecht. Dankzij deze werken werd de link met de antieke oudheid bewaard, Byzantium had niet de problemen gekend van invasies van de barbaarse volkeren die het West-Romeinse Rijk hadden overspoeld en had de antieke traditie naadloos voortgezet.
De handschriften kwamen terecht bij dat deel van de bevolking dat kon lezen: de geestelijkheid. Dankzij het kopieerwerk van de monniken werd die erfenis bewaard en vermenigvuldigd.
De belangrijkste bewaarde werken zijn de "Vergilius Vaticanus" ca. 400, "Vergilius Romanus" 5e eeuw, de "Quedlinburger Itala" 5e eeuw, de "Ilias Picta" ca. 500, het “Augustinus Evangeliarium” 6e eeuw en de "Ashburnham-Pentateuch" 7e eeuw.

### Insulaire periode

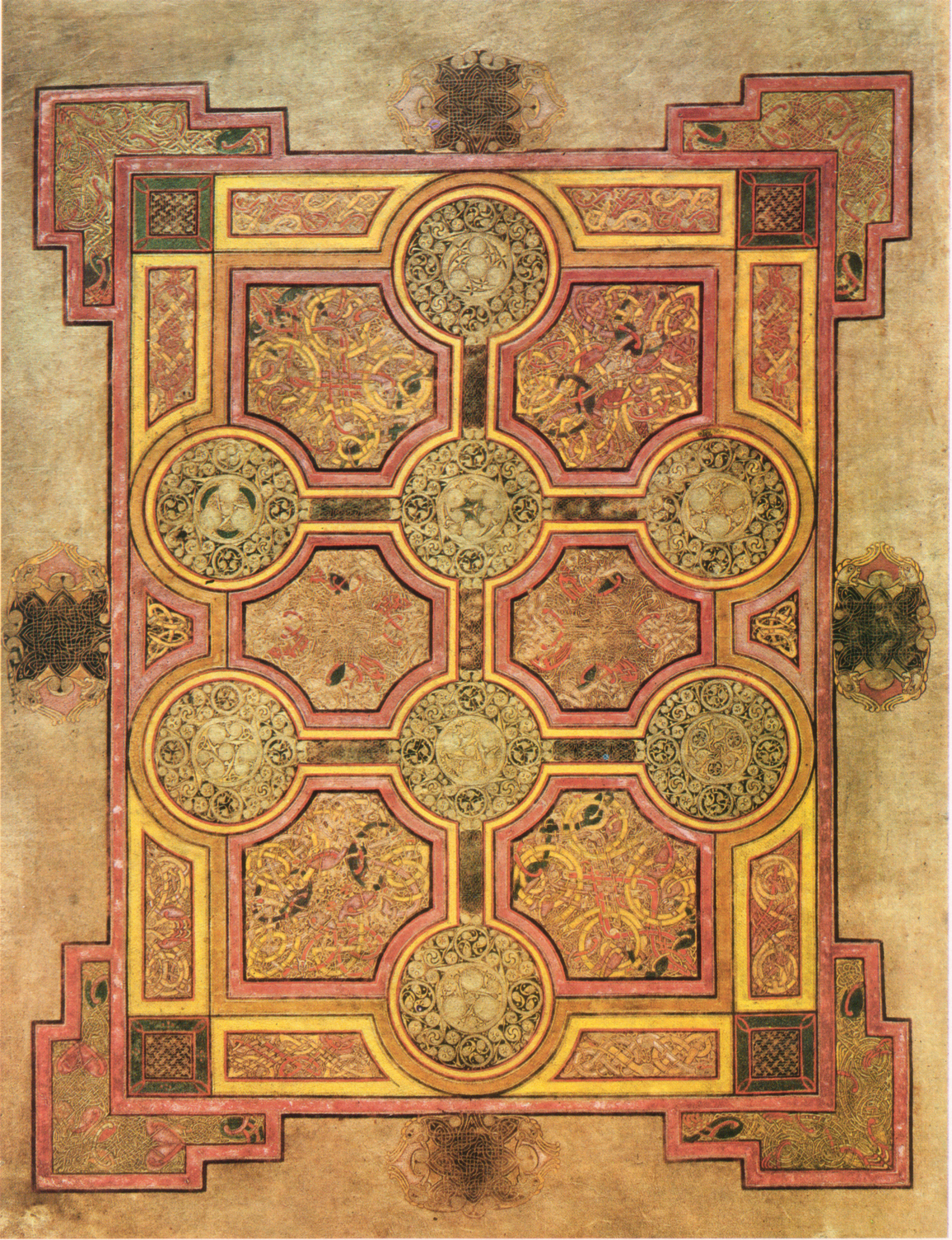
Tapijtbladzijde uit het "Book of Kells"

De traditie van de antieke handschriften werd later weer opgenomen door Ierse monniken na de bekering van Ierland door Saint Patrick. De Ierse monniken zwermden in de 6e eeuw uit naar Iona, vandaar naar Schotland en Northumbria, waar ze in contact kwamen met boeken uit Italië. De boeken die hier zijn ontstaan zijn beïnvloed door de Keltische goudsmeedkunst en hebben geresulteerd in de Anglo-Ierse of de "Insulaire” boekkunst. De insulaire periode loopt van de 7e tot de 8e eeuw. Ze komt ten einde door de invallen van de Noormannen op het einde van de 8e eeuw. Het klooster van Lindisfarne bijvoorbeeld wordt geplunderd en vernield in 793.

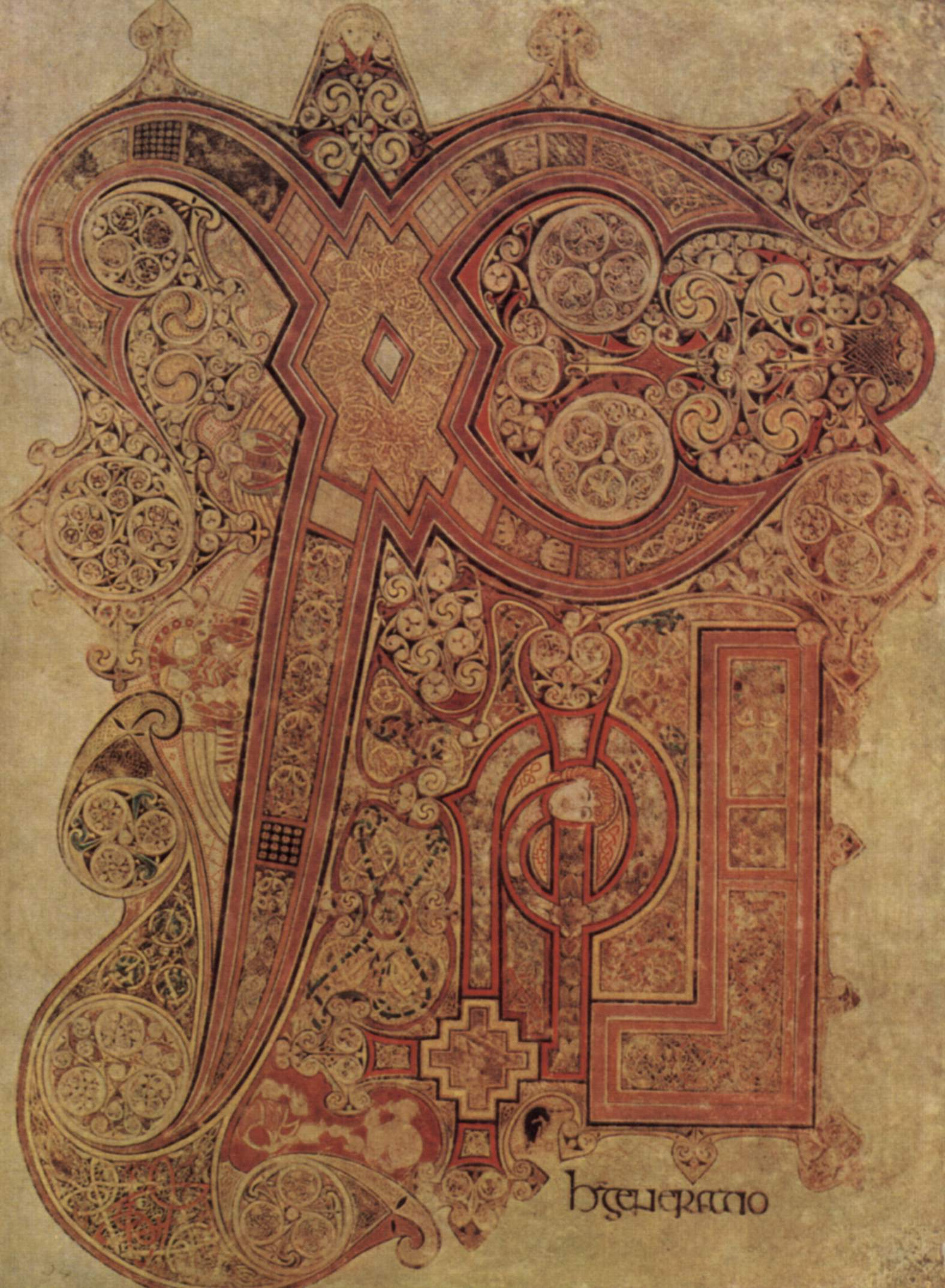
Chi-Rho uit het "Book of Kells"

Tapijtpagina's, die dikwijls de invloed tonen van de Keltische goudsmeedkunst, zijn een karakteristieke eigenschap van de insulaire manuscripten. Ook de rijkelijk uitgewerkte initialen zoals de christogram uit het "Book of Kells" zijn een insulaire ontwikkeling. De handschriften die gemaakt worden zijn voornamelijk evangeliaria. Naast de tapijtpagina’s en de uitgewerkte initialen, zijn de canontafels en figuurlijke afbeeldingen, vooral de portretten van de evangelisten, ook gebruikelijk in deze handschriften. Via de Ierse missionering op het continent werd deze kunstvorm geëxporteerd naar het vasteland.
De bekendste werken uit dit tijdperk zijn het Book of Kells, het Lindisfarne-evangeliarium (715-721) en het Book of Durrow ca. 675.

### Karolingische renaissance

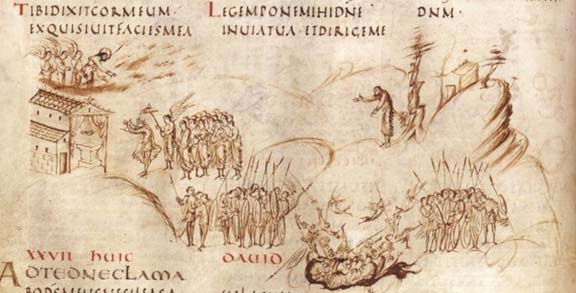
Utrechts Psalter

De insulaire periode wordt gevolgd door de Karolingische renaissance (8e tot het einde van de 9e eeuw). Karel de Grote had tijdens zijn veldtochten Italië kennis gemaakt met de antieke en de Byzantijnse cultuur en had een aantal geleerden rond zich verzameld die hem vergezelden naar Aken en de basis vormden van zijn hofacademie. Het is deze hofacademie die vanaf 780 een leidende rol zal gaan spelen in het vervaardigen van handschriften. De handschriften van deze “Ada-groep” zijn gebaseerd op die uit de antieke erfenis maar evenzeer beïnvloed door de insulaire kunst. De portretten van de evangelisten krijgen opnieuw een driedimensionaal aspect en tonen mannen met een realistische lichaamsbouw. Een tweede groep wordt de “Paleisschool” of de “groep van het Kroningsevangeliarium” genoemd. Ze wordt actief vanaf 800 en levert prachtige werken af die zelfs die van Byzantium overtreffen.
Onder Lodewijk de Vrome en Karel de Kale verschoof het zwaartepunt van de boekproductie zich van Aken naar Reims waar men verder werkte in de traditie van de paleisschool. De leidende figuur in Reims is aartsbisschop Ebo. Naast de scholen die ontstonden aan het keizerlijke hof laten ook de abdijen zich niet onbetuigd. Bijvoorbeeld Saint-Martin van Tours wordt een belangrijk centrum tot in de tweede helft van de 9e eeuw wanneer de abdij door de Vikingen vernield wordt. De school van Metz zette de traditie van de Ada-groep verder.
Bekende werken uit deze periode zijn het Ada-evangeliarium ca. 790, het Godescalc-evangelistarium Aken(?), tussen 781 en 783, het Kroningsevangeliarium ca. 800, het evangelarium van Ebo, Reims, tussen 816 en 835, het beroemde Utrechts Psalter Reims omstreeks 825 en het Sacramentarium van Drogo, Metz 843.

### Ottoonse periode

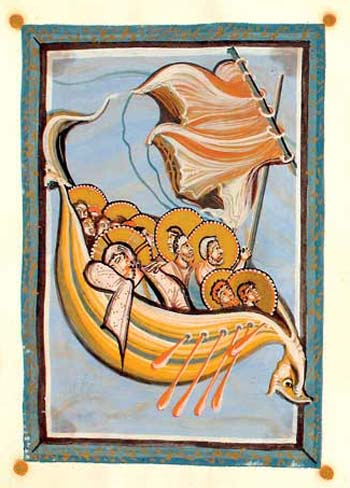
Hitda Codex; Storm op het meer van Genezareth

In het West-Frankische rijk ging de cultuur teloor door de invallen van de Noormannen en de groeiende invloed van de feodaliteit. De fakkel werd overgenomen door het Oostfrankische rijk en dit leidt tot de Ottoonse periode (van het midden van de 10e tot de vroege 11e eeuw). Eerst volgt men nog vrij sterk de stijl van de Ada-groep maar stilaan gaat de stijl wijzigen. Men ontwikkelde een zeer gestileerde en formele beeld- en gebarentaal, de afbeeldingen zijn monumentaal maar vlak, diepte ontbreekt volledig, en men beperkt zich (grotendeels) tot afbeeldingen van de evangelisten en van de keizer. In de beginperiode zorgen de abdijen van Sankt Gallen, Fulda en Corvey voor het doorgeven van de Karolingische stijl. Gaandeweg groeit de Abdij van Reichenau, op een eilandje in het Bodenmeer, met de Liuthar groep, uit tot het leidende centrum van de Ottoonse kunst, maar ook de Sint-Maximinusabdij in Trier, de Abdij Sankt Emmeram in Regensburg, de Abdij Sankt Pantaleon in Keulen, de Abdij Sankt Alban bij Mainz, de Abdij van Prüm en de Abdij van Echternach zijn belangrijke centra.
In de werken uit Keulen is zeer duidelijk de Byzantijnse invloed herkenbaar. Dit is niet echt verwonderlijk als men bedenkt dat keizerin Theophanu, een Byzantijnse prinses die gehuwd was met keizer Otto II, tijdens de periode dat ze regentes was in hoofde van haar minderjarige zoon, de latere Otto III, in Keulen resideerde. In haar gevolg had ze een ganse reeks Byzantijnse kunstenaars en ambachtslui meegebracht. De kloosters van Tegernsee, van Niederalteich, van Freising en het Sankt Peter klooster in Salzburg gaan ook in de Ottoonse stijl werken. Bekende werken uit deze periode zijn het Evangeliarium van Otto III, de Codex Aureus Epternacensis, het Evangeliarium van Liuthar, het Sacramentarium van Petershausen, de Codex Egberti, het Pericopenboek van Hendrik II en de Bambergse Apocalyps (Staatsbibliotheek Bamberg, Msc.Bibl.140).

### Romaans
De volgende kunststroming is de romaanse kunst (11e tot 13e eeuw). Het centrum van de boekverluchting verschuift terug naar Westfrancië met belangrijke centra in Cluny en Cîteaux. In de Zuidelijke Nederlanden zijn ook de abdij van Marchiennes, de abdij van Sint-Vaast bij Atrecht, de abdij van Anchin, de abdij van Liessies, de abdij van Sint-Bertinus in Sint-Omaars en het Maasland belangrijk.

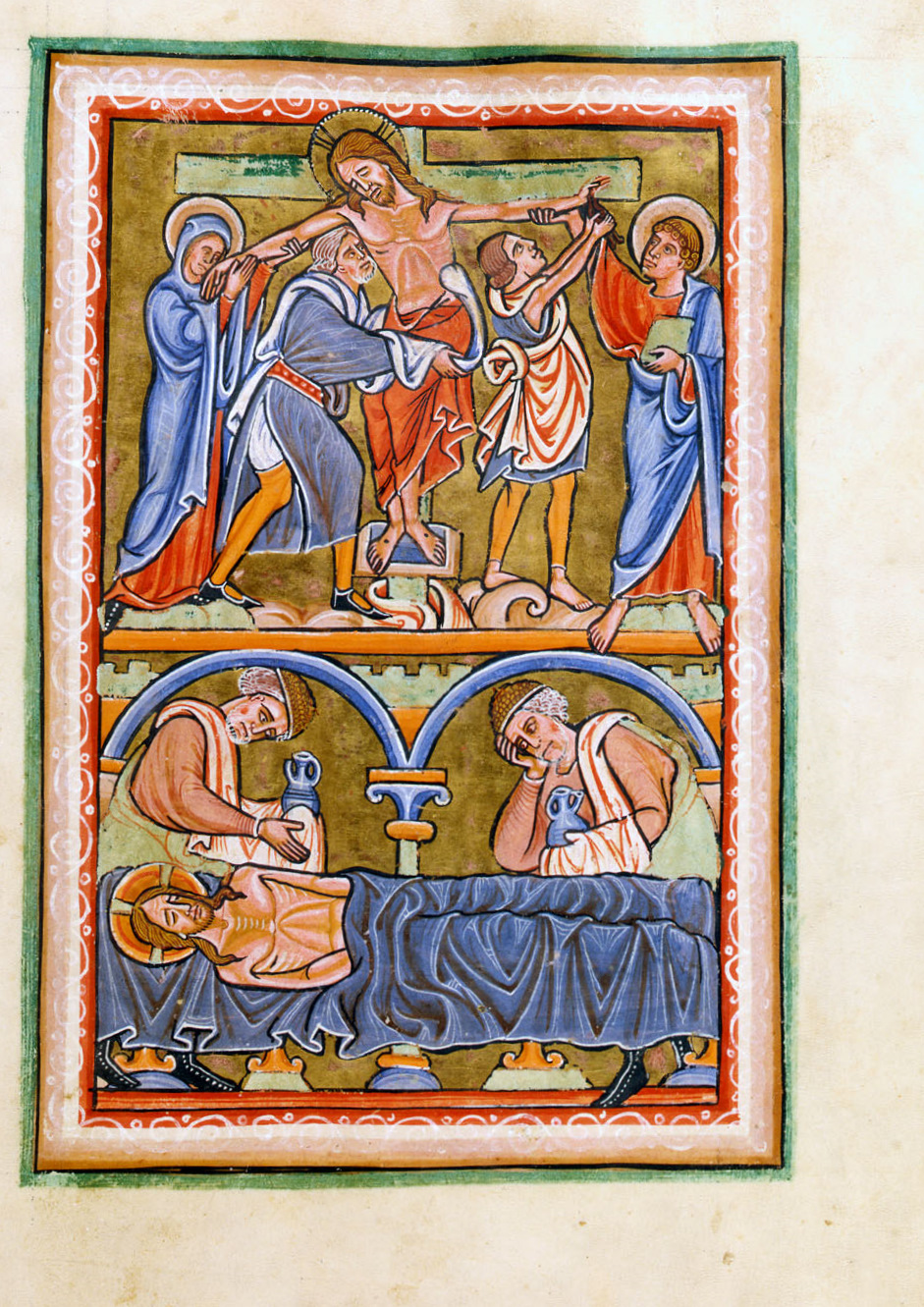
Psalter van Lodewijk de Heilige, 1190-1200, Leiden Universiteitsbibliotheek

Ook de Engelse abdijen en kathedraalscholen hadden een grote invloed, vooral in de preromaanse periode (Winchester stijl). De Engelse miniatuurkunst gaat onder invloed van het "Utrechts Psalter" dat toentertijd in Winchester bewaard werd nog een ganse tijd in die stijl door met versiering met pentekeningen. De romaanse kunst werd gekenmerkt door zeer sterk gestileerde figuren met stereotiepe gelaatsuitdrukking, vlakke achtergronden en een totaal gebrek aan realisme: men wil het ‘hogere’ uitbeelden. Typisch zijn ook de bladgrote gehistorieerde initialen. De opdrachtgevers voor de manuscripten zijn niet langer de vorstenhuizen maar wel bisschoppen en abten. In Italië zijn de leidende centra in deze periode Rome en de Abdij van Monte Cassino. Abt Desiderius de latere paus Victor III laat Byzantijnse kunstenaars overkomen om te werken in zijn scriptorium. Van daar verspreidde de Byzantijnse invloed zich ook ten noorden van de Alpen.
Bekende werken uit deze periode zijn het Albanus Psalter ca.1125, de "Hunterian Psalter" ca.1170, de Winchester Bijbel (1160-1175), de Fécamp Bijbel, 3e kwart van de 13e eeuw, de "Bijbel van Stavelot", Abdij van Stavelot 1093-1097, de "Antiquitates Judaicae" van Flavius Josephus, Maasland 3e helft 12e eeuw en de Bijbel van de Parkabdij bij Leuven, Maasland, 12e eeuw.

### Gotiek

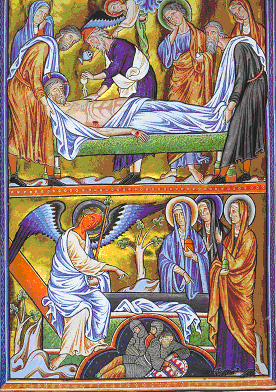
Ingeborg Psalter (omstreeks 1195, Chantilly)

Op het einde van de 12e eeuw zien we een neergang van de boekkunst in de abdijen. Het kloosterleven stagneert als gevolg van de economische en politieke evolutie. Kloosterscholen sluiten en scriptoria worden opgedoekt.
De emancipatie van de leek neemt snel toe door de ontwikkeling van de steden. De economische situatie van de adel verslechtert en de burgerij stoot door naar de hogere geledingen van de gemeenschap.
De overgang van de 12e naar de 13e eeuw is echter ook een keerpunt op een ander terrein, namelijk het ontstaan en de spectaculaire groei van de universiteiten:
- Bologna 1088
- Parijs 1150
- Oxford 1167
- Cambridge 1209
- Salamanca 1218
- Montpellier 1220
- Padua 1222
- Napels 1224
- Toulouse 1229

---
- Leuven 1425
- Leiden 1575

Hierdoor ontstaat een nieuwe clientèle voor het boek. Het boek gaat deel uitmaken van het privaat bezit en naast zijn functie van kennisoverdracht of geloofsbeleving wordt het in hoge mate een statussymbool.
We zien ook dat de ridderromans, in Frankrijk ontstaan in de 12e eeuw, zich verspreiden over Europa. Deze romans werden meestal geschreven in de volkstaal; ten andere het woord roman betekende oorspronkelijk "tekst geschreven in de romaanse volkstaal”. Voorbeelden hiervan zijn legio, denk maar aan de Chansons de gestes, de verhalen over Karel de Grote en zijn paladijnen met o.m. het alom bekende Roelantslied, De Arthur romans en de verhalen van de ridders van de ronde tafel: Lancelot en Parcifal, de graal romans, Tristan en Isolde, de romans gebaseerd op de Griekse oudheid zoals de Roman d’Alixandre en de Roman de Troies. Maar we zien ook origineel bedachte verhalen zoals de Roman de la rose en het satirische werk waar de burger zich kan verkneukelen over de adel en de ridders zoals ons Van den vos Reynaerde. Wist je trouwens dat het Franse ‘renard’ afkomstig is van onze Reynaert!
Om aan de toenemende vraag te kunnen voldoen nemen de lekenateliers de fakkel over van de abdijen en hierbij ontstaat een nieuwe stijl: de gotiek. Het gestileerde van de romaanse kunst maakt plaats voor de wereldlijke, menselijke gotiek. Er wordt meer aandacht besteed aan bevalligheid en schoonheid maar “gelijkend” is het zeker nog niet.

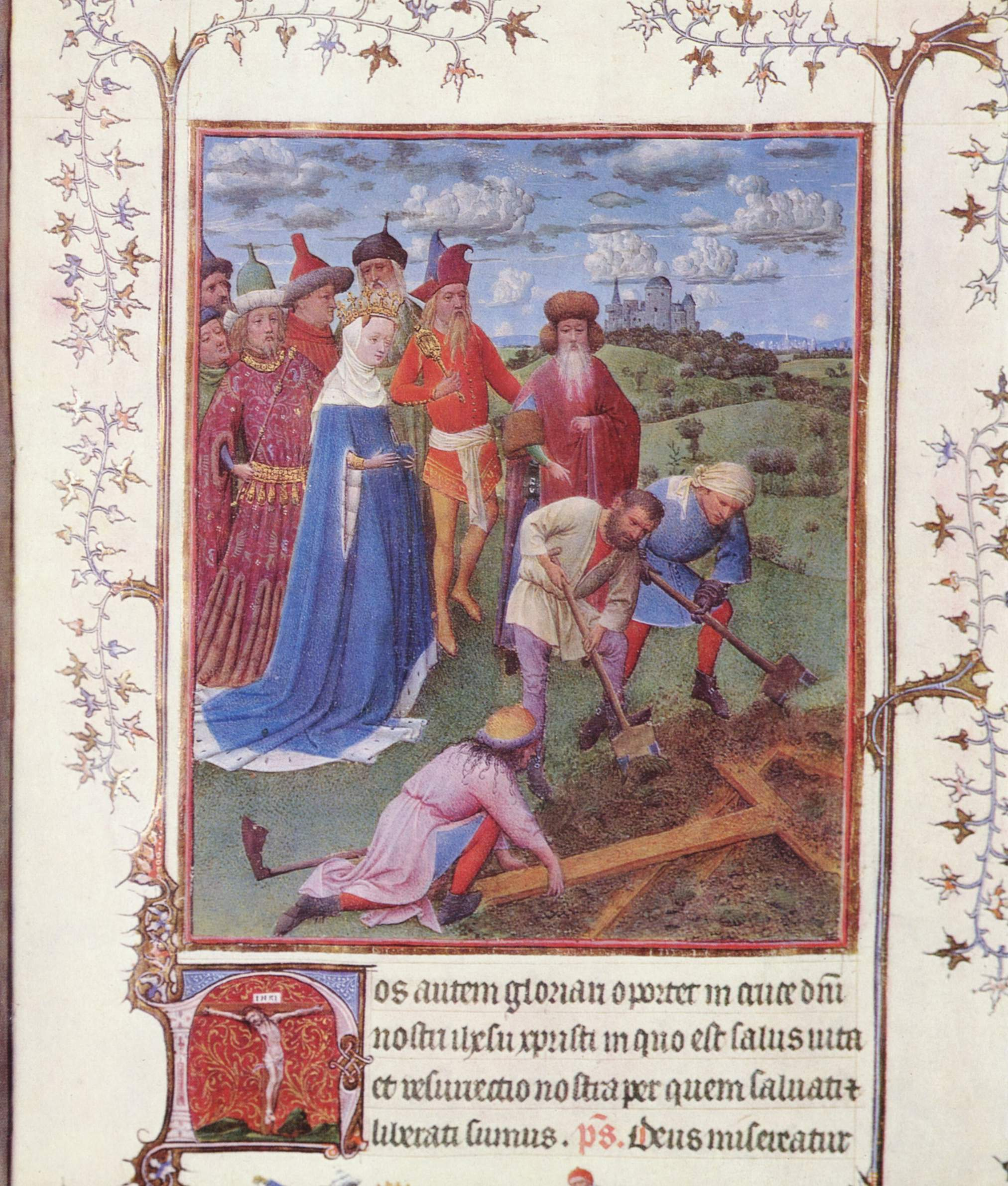
”Kruisvinding door Sint- Helena”, 1422-1424, toegeschreven aan Jan van Eyck uit het Turijn-Milaan-Getijdenboek.

De verluchting bereikt haar hoogtepunt in de gotiek (13e tot 15e eeuw). Representatief voor de vroege gotiek is het "Ingeborg Psalter" (omstreeks 1195, Chantilly). Frankrijk neemt de leidende positie in de ontwikkeling van deze stroming en zal deze positie behouden tot het einde van de 14e eeuw met miniaturisten zoals Jean Pucelle. Aan het einde van de 14e eeuw zien we dat kunstenaars uit de Nederlanden naar Parijs trekken om daar te werken voor de koninklijke opdrachtgevers en de hoge adel, zij geven een eerste aanzet tot het realisme in de miniatuurkunst. Baanbrekend werk leverden Jan Boudolf die voor het koninklijk hof werkte en Jacob Coene alias de Boucicaut-meester, maar de bekendste onder hen zijn waarschijnlijk de Gebroeders Van Limburg. Vanaf de 15e eeuw verplaatst het centrum van de handschriftenproductie zich naar Vlaanderen met de nadruk op Brugge en Gent met verluchters als Lieven van Lathem, De Meester van Guillebert de Mets, Jan Tavernier, Willem Vrelant (afkomstig van Utrecht maar van 1454 tot 1481 werkzaam in Brugge), Loyset Liédet, Philippe Mazerolles en nog vele anderen. Een groot artiest in de Noordelijke Nederlanden uit deze periode is de Meester van Katharina van Kleef. Hij is vooral bekend door het Getijdenboek van Katharina van Kleef.
Bekende werken uit deze periode opnoemen is een schier onmogelijke zaak, er zijn er letterlijk honderden. Het artikel over getijdenboeken, een van de populairste werken uit de betrokken periode, bevat een ganse waslijst met werken uit deze periode. Een van de mooiste is echter geen getijdenboek en geven we hier graag een bijzondere vermelding namelijk het Manesse handschrift uit Zurich omstreeks 1300.

### Vlaamse renaissance

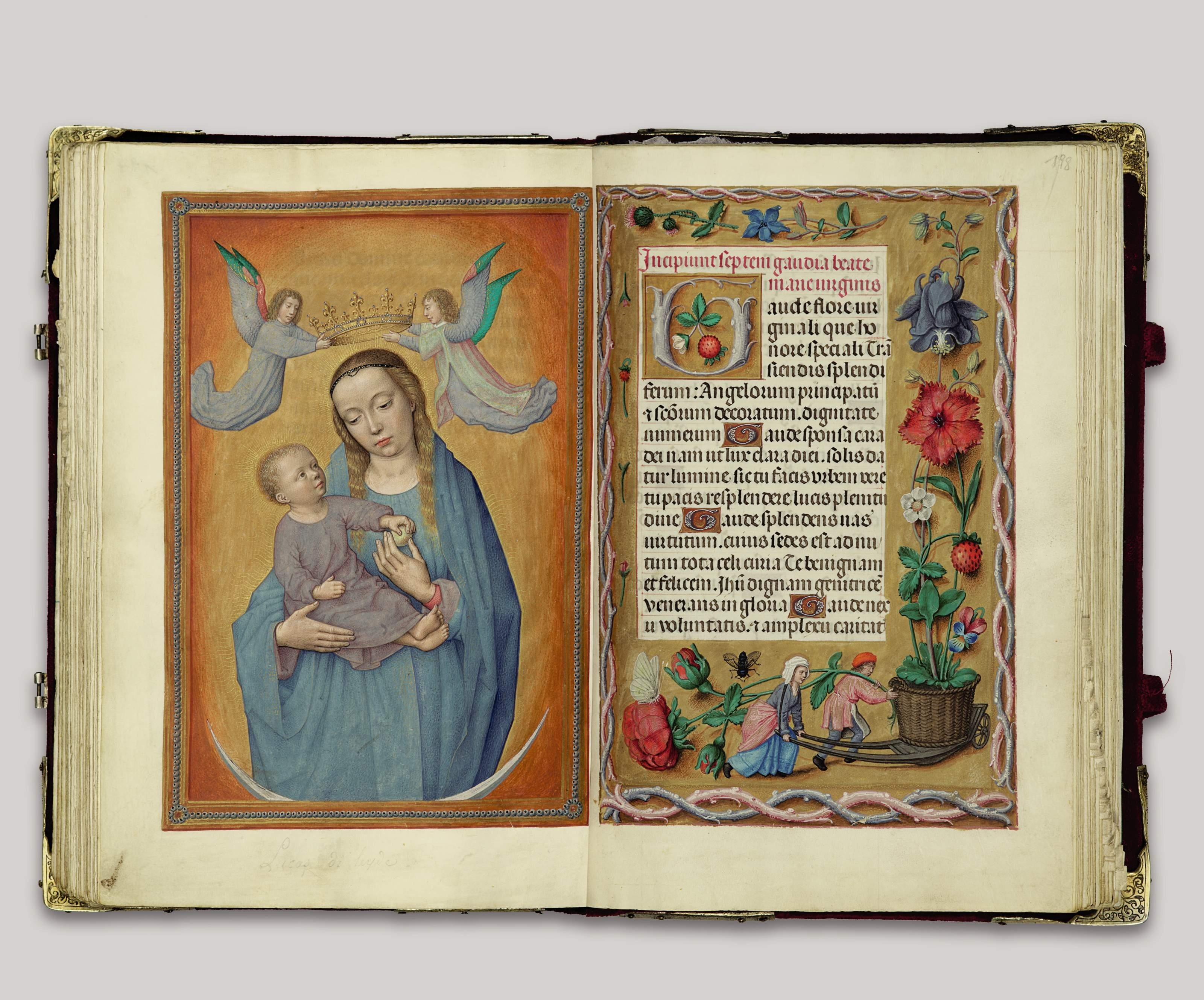
Gerard David, Onze Lieve Vrouw met kind, Rothschild-getijdenboek.

De productie van verluchte handschriften nam een geweldig hoge vlucht in Vlaanderen vanaf de jaren 1470. De boekverluchting blijft weliswaar een middeleeuws ambacht maar de generatie van miniaturisten die werkt in de laatste decades van de 15e eeuw met onder meer Simon Marmion (afkomstig van Amiens, werkte in Valencijn), de Weense meester van Maria van Bourgondië, Alexander Bening de Meester van de Houghton Miniaturen, de Meester van het gebedenboek van Dresden, Gerard Horenbout, Gerard David, de Meester van Jacobus IV van Schotland, de Meester van de gebedenboeken omstreeks 1500, de Meester van de David scènes en Simon Bening, ontwikkelen een stijl die op korte tijd heel Europa zal veroveren. In deze tijd ontstaat de zogenaamde Gents-Brugse stijl hoewel de kunsthistorici deze term minder en minder gebruiken omdat de ontwikkeling en het gebruik van de stijl zeker niet tot Gent en Brugge beperkt bleef maar heel snel toegang vond in een groot deel van Europa. Een van de kenmerken van deze nieuwe stijl was de nieuwe boorddecoratie met bloemen, juwelen, insecten en dergelijke die zeer realistisch werden afgebeeld op een geschilderde achtergrond en anderzijds de vernieuwing in de miniaturen die op hun beurt veel realistischer worden en meer reële ruimtelijke voorstellingen tonen in navolging van de Vlaamse Primitieven. De eerste landschappen in de schilderkunst zijn terug te vinden in miniaturen van deze periode die kan afgesloten worden met de dood van Simon Bening in 1561. Dat betekende meteen ook het einde van de boekverluchting als belangrijk onderdeel van de artistieke productie in Vlaanderen.

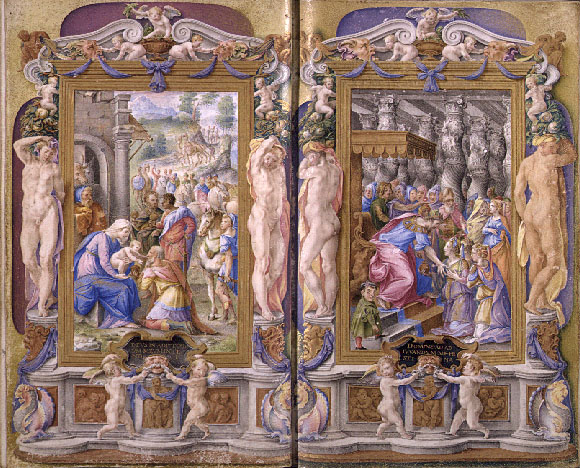
Aanbidding der wijzen en Bathseba en Salomon uit het Farnese-Getijdenboek, 1546, Pierpont Morgan Library, New York

### Renaissance
Tussen 1452 en 1455 had Johannes Gutenberg zijn eerste Bijbel gedrukt. De handschriften overleefden de boekdrukkunst nog een kleine honderd jaar. Renaissance handschriften zijn in die honderd jaar nog in Italië geproduceerd met als orgelpunt het Farnese-getijdenboek.

## Boekproductie

### Materiaal
Tot de 4e eeuw werden geschreven teksten bewaard op boekrollen. Boekrollen bestonden meestal uit een aantal vellen papyrus of perkament die aan elkaar gekleefd werden. De lengte bedroeg 6 à 10 meter hoewel ook boekrollen tot 30 m lang zijn teruggevonden. In de 4e eeuw ging men over tot het inbinden van de vellen papyrus of perkament in boekvorm en ontstond de codex. De voordelen zijn evident, de codex is veel gemakkelijker in gebruik maar ook makkelijker op te slaan. Papyrus werd vervangen door het duurdere maar veel stevigere en duurzamere perkament, en dat is de vorm waarin de codices doorheen de middeleeuwen zullen gemaakt worden. Hoewel papier al in 200 v. Chr. In China werd uitgevonden en via de Arabische wereld het westen bereikt omstreeks 1100, zal papier zeer zelden gebruikt worden voor verluchte handschriften. Het gebruik ervan breekt pas door met het gedrukte boek en zelfs in de beginperiode van het gedrukte boek werd nog perkament gebruikt voor de luxe exemplaren. Van de Gutenberg Bijbel bijvoorbeeld werden nog 30 exemplaren op perkament gedrukt.

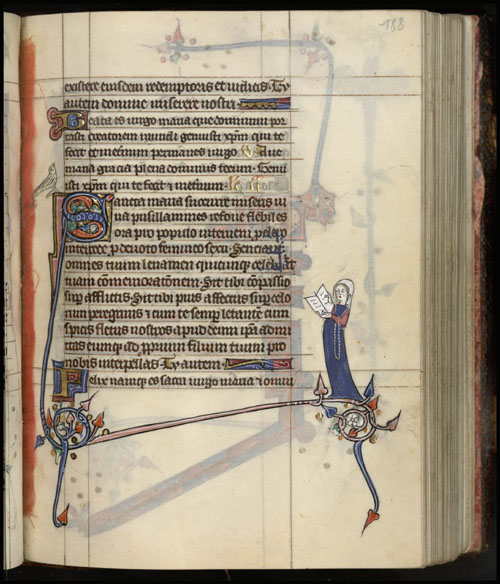
Getijdenboek "Très riches heures de Metz" 1300-1310

### Voorbereiding
De op maat gesneden vellen perkament worden dubbel gevouwen en dan per vier in een bundel samengevoegd tot een katern. De kopiist gaat dan op de katern de maten uitzetten van het tekstblok en schrijflijnen voorzien. Dit gebeurt door de katern te doorprikken en dan de marges en tekstlijnen af te lijnen met een lood- of zilverstift. Deze lijnen zijn in nagenoeg elk handschrift terug te vinden. Een voorbeeld hiervan ziet men op de afbeelding uit het getijdenboek "Très riches heures de Metz".
Als de aflijning gedaan was kon de kopiist aan het werk met zijn ganzenveer. Het kopiëren van een handschrift was een precies, moeizaam en langdurig werk maar stond wel hoog in aanzien: een Italiaanse rekening uit 1485 leert ons dat voor een antiphonarium in twee volumes, 55 florijnen betaald werden, waarvan 36 florijnen voor de kopiist en 19 florijnen voor het verluchten en het binden. Een universiteitsprofessor had in die tijd een jaarwedde van 60 florijnen.
Bij het kopiëren van het handschrift liet de kopiist de nodige ruimte open voor de verluchting die achteraf moest worden aangebracht. Dit bracht mee dat het werk vooraf grondig moest besproken en gepland worden zodat de kopiist exact wist waar en hoeveel ruimte hij moest laten voor de rubricator, voor de initialen, voor de miniatuurschilder en voor de marges. Het is dan ook niet uitzonderlijk dat soms de foute miniatuur bij een tekst terechtkwam. Een voorbeeld hiervan is te vinden in de "Vlaamse Apocalyps", waar de miniaturist de miniatuur bij hoofdstuk 20 schilderde op de rectozijde van de folio met de tekst van hoofdstuk 17 op de versozijde. Normaal had hier de miniatuur bij hoofdstuk 16 moeten komen. Het probleem werd opgelost door de hoofdstukken uit de correcte volgorde te halen en de nog te schilderen miniaturen daaraan aan te passen.

### Rubricering

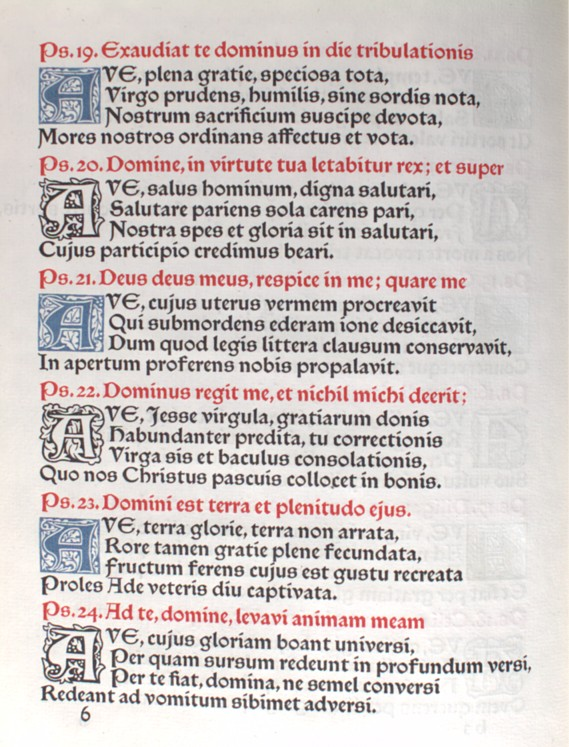
Meerdere rubrieken in het rood.

Nadat de tekst was geschreven kwam de rubricator aan de beurt. Een rubriek (van het Latijn rubrica = rode aarde of rode kleurstof) in een middeleeuws handschrift is een, in het rood geschreven tekst, die kort weergeeft wat volgt in de normale tekst. Eenvoudige handschriften werden meestal door de kopiist zelf gerubriceerd. Dit was waarschijnlijk ook het geval in de scriptoria van de abdijen. Als de productie wordt overgenomen door de lekenateliers werd voor de duurdere handschriften de rubricering uitgevoerd door een aparte rubricator die waarschijnlijk ook als corrector fungeerde.
Bijvoorbeeld de psalmen in een getijdenboek of psalter worden (bijna) altijd gerubriceerd met ofwel het nummer van de psalm (‘ps. 123.’) of de incipit van de psalm bijvoorbeeld: “Uenite ex” (Venite exultemus). Ook andere gebeden werden benoemd: “Canticũ zacha”. De gebedsstonden zelf worden dikwijls ingeleid door een rubricering bv.: “Hier beghinnen onser lieuer vrouwen ghetiden. Te metten tijt.”. Rubrieken werden daarnaast ook gebruikt om instructies te geven bijvoorbeeld: “Com scepper geest Leest wt als in die metten staet”, waar bedoeld wordt dat de lezer het gebed “Com scepper geest” volledig moet bidden zoals het te vinden is in de metten. Ook wordt dikwijls het type van tekst dat volgt aangeduid zoals “añt” (antifoon) of “U̇” (versikel).

### Initialen
Initialen werden zoals hoger gezegd aangepast aan de tekst die ze moesten inleiden. Hiervoor werd zowel gebruikgemaakt van de grootte van de initiaal als van de versiering.

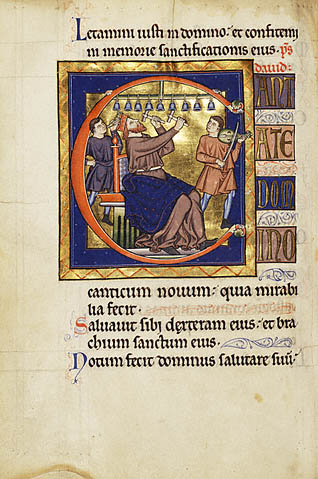
Psalter van Ingeborg van Denemarken. Gehistorieerde initiaal bij psalm 98: "Cantate Domino canticum novum" (Zingt een nieuw lied voor God den Here). In de initiaal C bevindt zich koning David die een klokkenspel bespeelt.

De eenvoudigste hoofdletter die gebruikt werd was de lombarde. De lombarde is een pregotische niet gebroken initiaal die gebruikt werd om de versalen te schrijven. De naam stamt uit de tijd, toen de Italiaanse kopiisten onder invloed van het humanisme dat schrift uit de Karolingische en romaanse handschriften weer gingen invoeren (lombardische hoofdletters dus). Tijdens het schrijven liet de kopiist ruimte in de kolom open, waar een lombarde moest komen. Om er nu voor te zorgen dat de rubricator de juiste letter schilderde, zette de kopiist de te schilderen letter in de marge of op de plaats zelf. Een dergelijk loodslettertje noemen we een lettre d'attente of een representant. De lombardes waren meestal rood of blauw gekleurd, maar er zijn handschriften waar ze in alle mogelijke kleuren en zelfs in bladgoud worden gemaakt.
Van de versierde initialen kennen we verschillende types, Afhankelijk van de belangrijkheid van de ingeleide tekst zal men een type initiaal kiezen.
- Fleuronnée: Penwerk initiaal versierd met bloemen of plantenmotieven.
- Arabeske: Penwerk initiaal versierd met abstracte, gevlochten geometrische patronen
- Cadellen: Penwerk initiaal waarvan de schachten en de bogen bestaan uit evenwijdig lopende of elkaar doorsnijdende brede linten, al of niet met arabesken, drôlerieën en grotesken versierd.
- Champie: Gouden letter op een gekleurde achtergrond, meestal blauw en roze, met kleine en dunne witte lijntjes of puntjes versierd
- Groteske: Initiaal versierd met of samengesteld uit gezichten of dieren; kan geschilderd of penwerk zijn.
- Gehistorieerde: Initiaal waarin een verhaal of gebeurtenis wordt voorgesteld
- Guilloches-initiaal: Bladgouden initiaal versierd met decoratieve motieven in dambordpatroon

Initialen
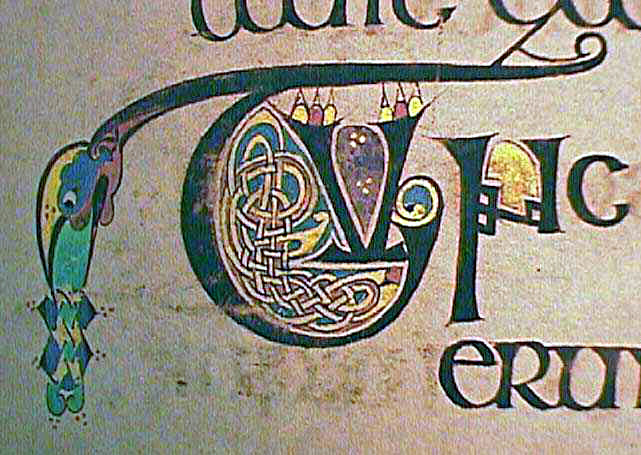
Pentekening met filigraanwerk; Book of Kells omstreeks 800
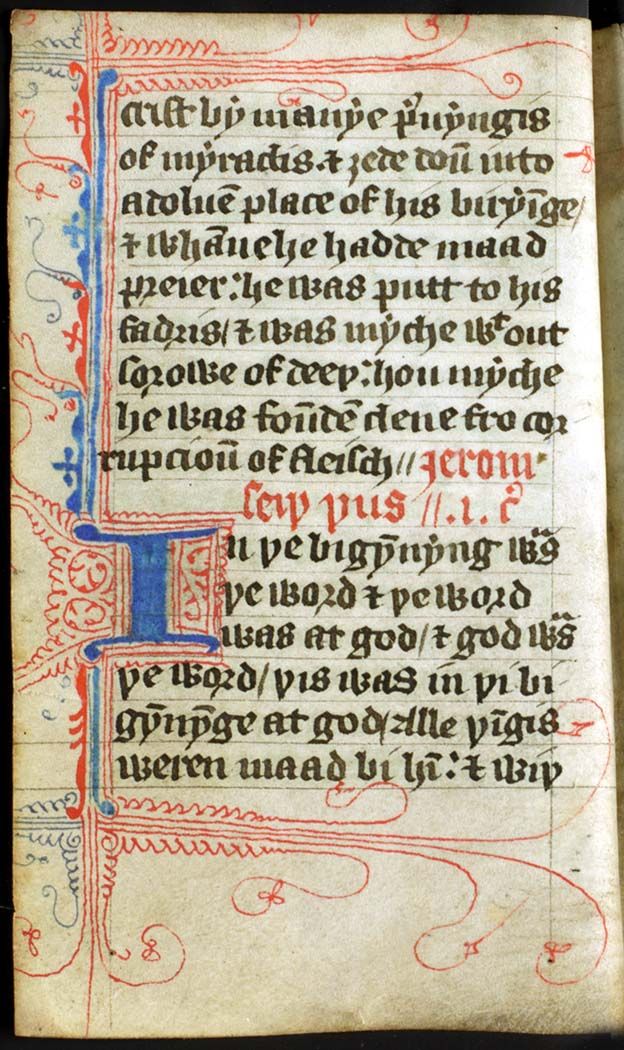
Fleuronnée initiaal; penwerk; Engels handschrift, laat-14e eeuw.
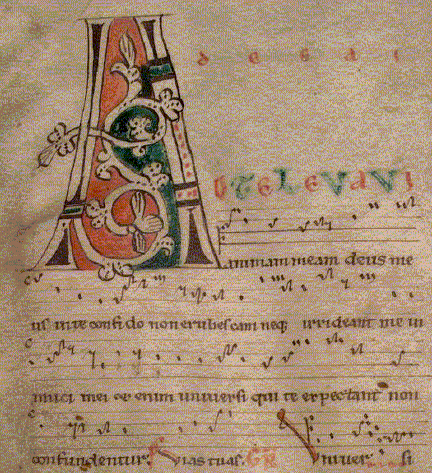
Fleuronnée initiaal; penwerk; Graduale 12e eeuw
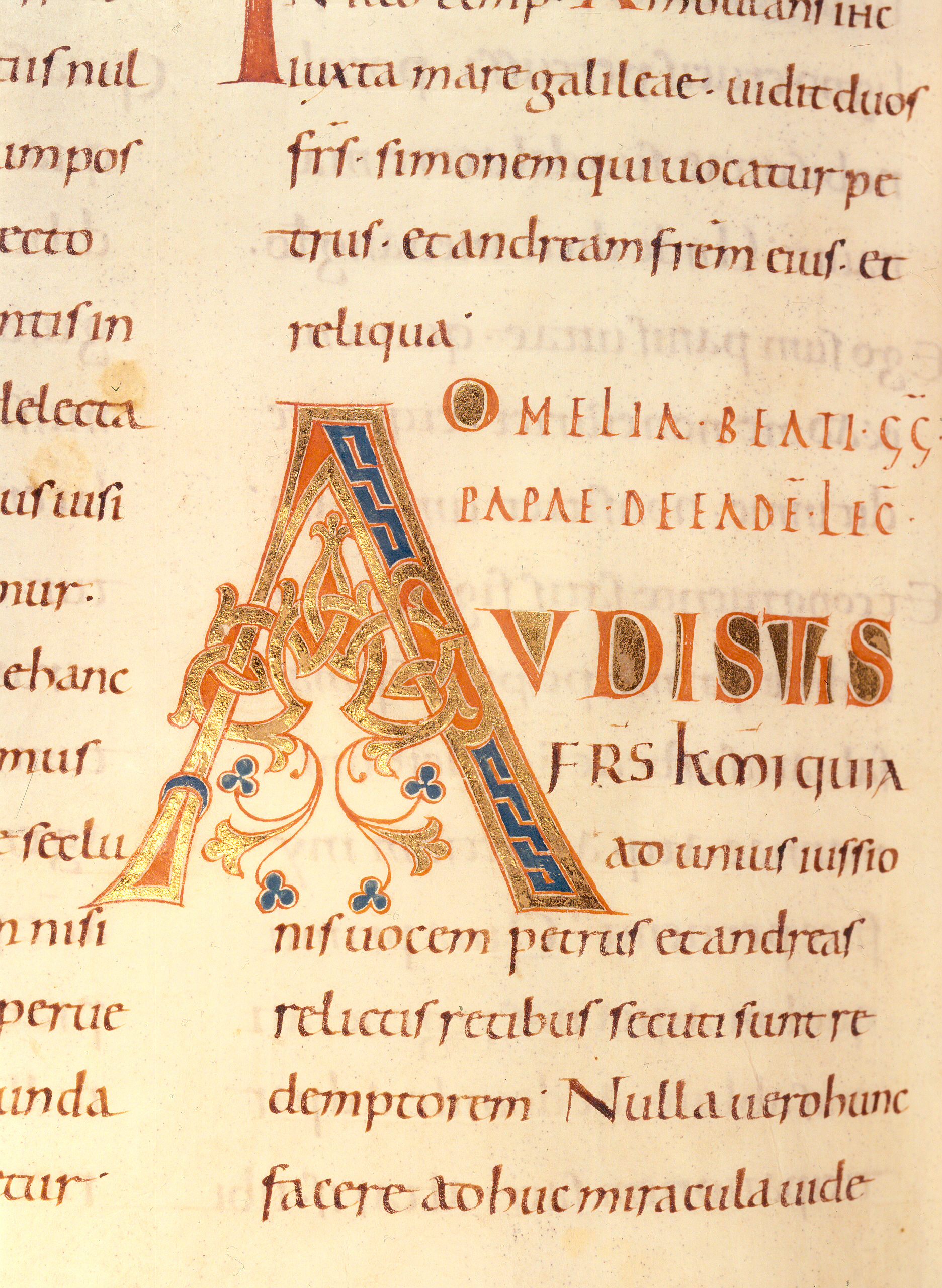
Arabeske, Graduale Reichenau, 10e eeuw
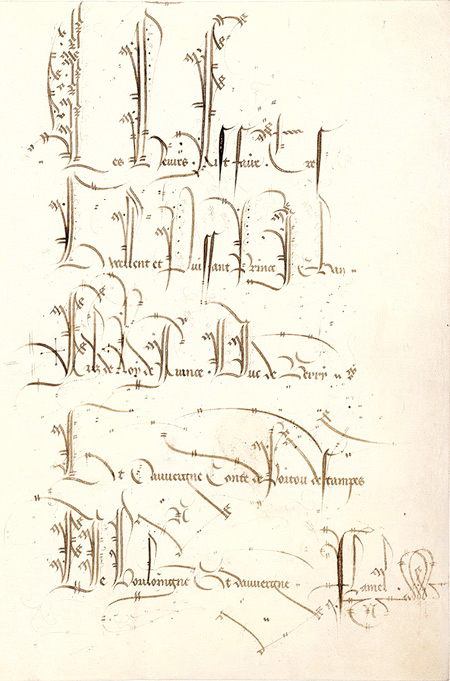
Cadellen; akte van Jean Flemal, secretaris van de hertog van Berry, ca.1408
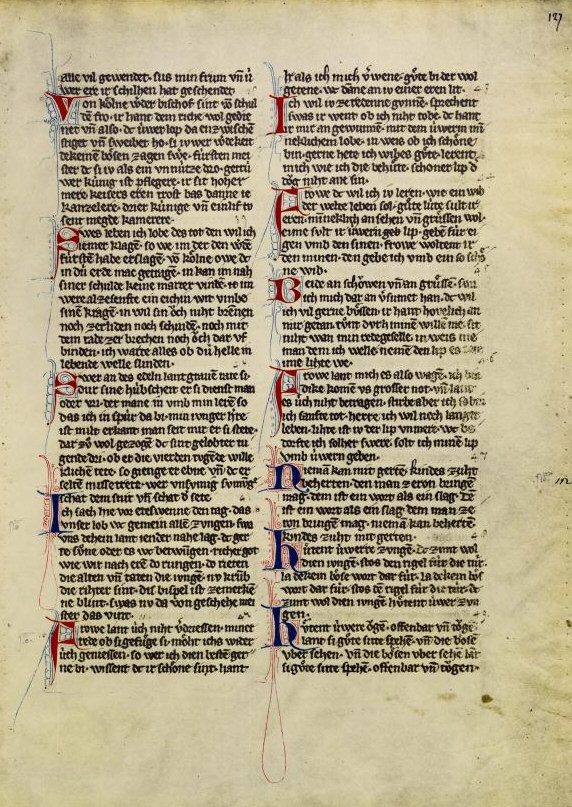
Cadellen; Codex Manesse, tekst van Walther von der Vogelweide.
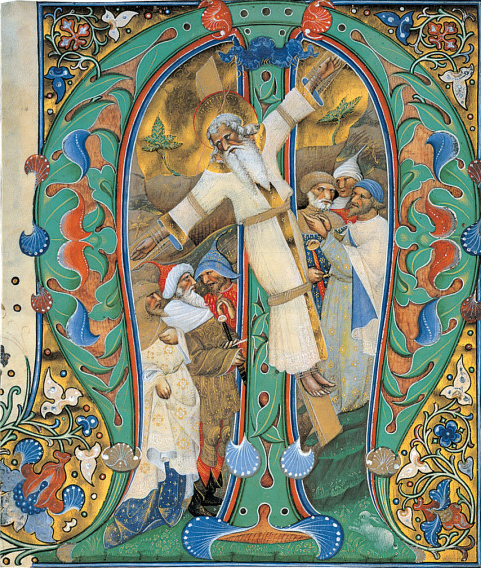
Gehistorieerde initiaal; Kruisiging van Sint-Andreas, 15e eeuw

### Margeversiering
Margeversiering is ontstaan uit de versierde initialen en sluit er dan ook bij aan. Vanaf de tweede helft van de dertiende eeuw, begint men uitlopers aan de versierde of gehistorieerde initialen toe te voegen. Schuchter in het begin gaan ze snel de ganse tekst omkaderen. In het begin zijn deze randen strak en stijf (zie de miniatuur hierboven uit "Les très riches heures de Metz") maar gaandeweg worden ze zwieriger en meer en meer bewerkt. Er verschijnen drôlerieën in deze marges maar ook scènes uit het dagelijks leven, en het kan raar lijken, maar het eerst in religieuze werken en pas later (einde 13e eeuw) vinden ze hun weg naar profane en juridische werken. Meestal hebben de drôlerieën in de marge geen uitstaans met de tekst. In een "Speculum Doctrinale" (een spiegel van de leer) uit de abdij van Ter Doest tussen 1265 en 1270 vinden we in de marge een afbeelding van een poppenkastvoorstelling. Een duidelijker voorbeeld van het feit dat de illustraties in de marge een apart leven leiden en niets met de tekst te maken hebben is moeilijk te vinden.
Gaandeweg wordt de margeversiering meer en meer uitgebreid, er komen klimop blaadjes (ongeveer 1300) en bloemen aan de ranken en al heel snel is de ganse marge overwoekerd. Tussen de ranken en bloemen verschijnen insecten, vogels, mensen en fabeldieren of er worden ganse taferelen in afgebeeld. De acanthus ranken, overgewaaid uit Italië, maken iets later hun entree maar worden zeer snel populair.
In het derde kwart van de 15e eeuw begon men, in de kring van de Weense meester van Maria van Bourgondië, de boorden rond de miniatuur in te kleuren en op die gekleurde boorden bloemen, insecten, acanthus ranken en dies meer af te beelden, dit zijn de bekende Gents-Brugse strooiranden. Door het toepassen van schaduw en trompe-l'oeileffecten probeert men reliëf te geven aan het beeld in de marge. Van Lathem was de vernieuwer die de aanzet gaf voor de wijziging van de marges, en ook de Weense meester van Maria van Bourgondië paste het toe. Zij hebben trouwens waarschijnlijk samengewerkt aan het getijdenboek van Maria van Bourgondië.
Marges worden ook gebruikt om in een soort stripverhaal de hoofdminiatuur verder te illustreren.

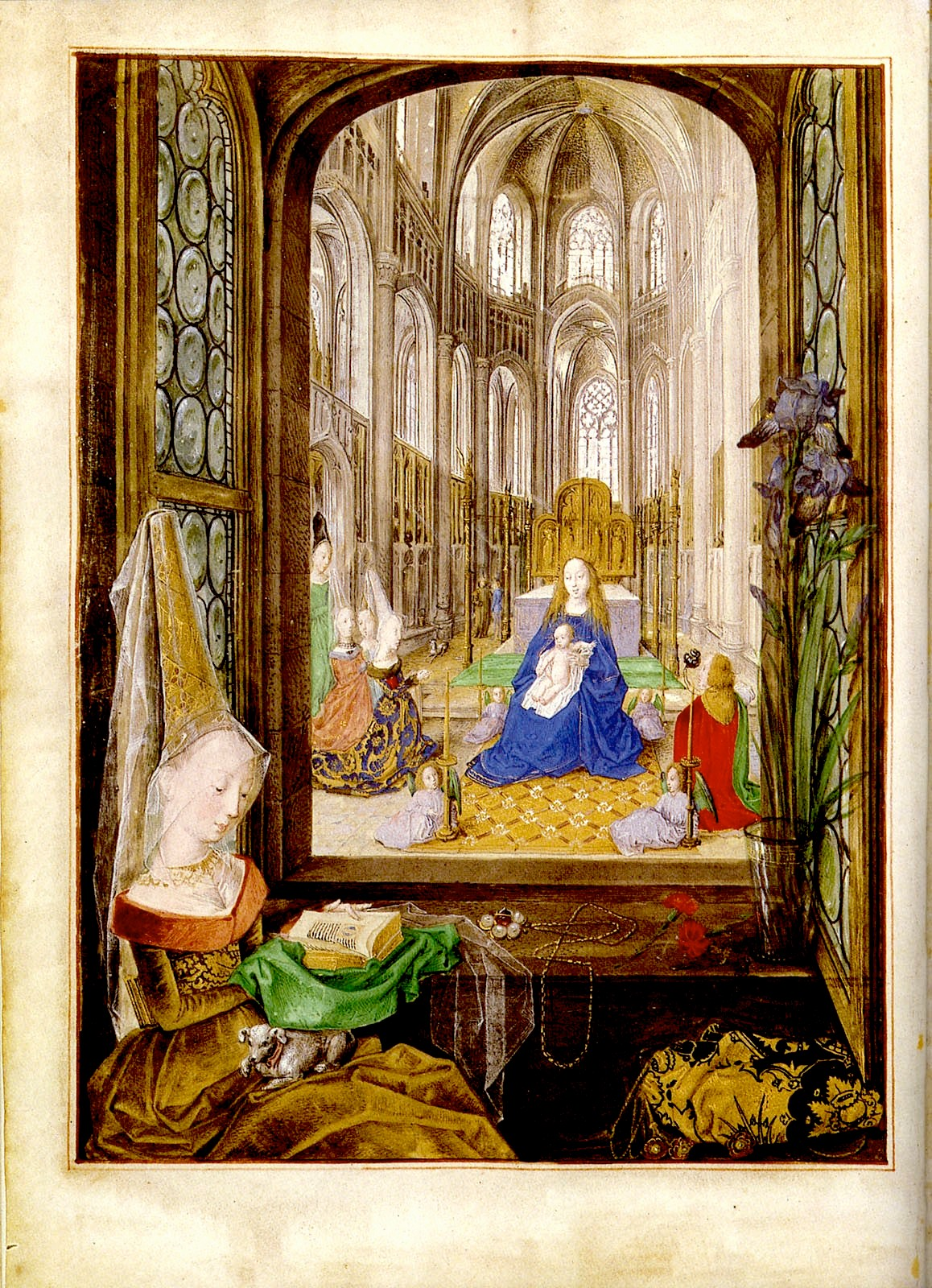
Getijdenboek van Maria van Bourgondië fol. 14v

Een van de meest revolutionaire marges is terug te vinden in het getijdenboek van Maria van Bourgondië. De bekende vensterminiatuur. Deze miniatuur, het werk van de anonieme meester gekend onder de noodnaam van “Weense meester van Maria van Bourgondië”, stelt het interieur van een gotisch kerkgebouw voor. Onze Lieve Vrouw zit op een troon met het kind op haar schoot. Aan haar rechterzijde knielt een edelvrouw voor haar. Dit zou Maria van Bourgondië zijn. Het revolutionaire van deze miniatuur is echter de rand. Daarin zien we een andere dame gezeten in haar privévertrek aan een open venster dat uitgeeft op het kerkinterieur. Ze is aan het lezen in haar getijdenboek. Deze compositie is totaal nieuw en creëert een enorm diepte-effect. Men kan ze ook zien als een illustratie van het renaissance concept van een schilderij als een venster op de wereld. Dezelfde voor die tijd revolutionaire techniek wordt gebruikt op folio 43 verso.

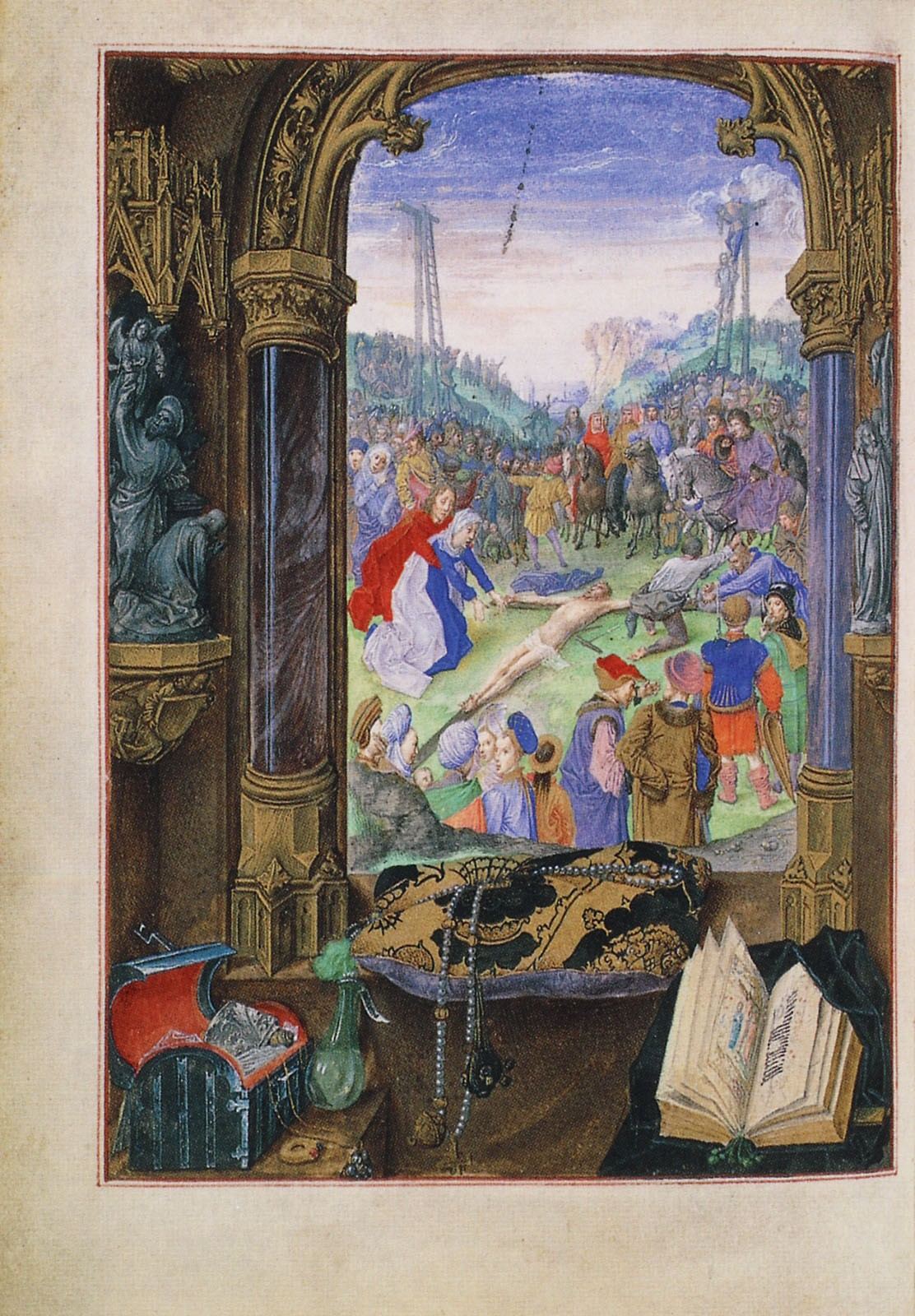
Getijdenboek van Maria van Bourgondië: f43v kruisiging

In sommige handschriften wordt er in de marge een parallel verhaal verteld. Dit is bijvoorbeeld terug te vinden in het Bedford-getijdenboek. Hierin vinden we op elke tekstpagina minstens een medaillon in de buitenrand en een medaillon in de ondermarge. De medaillons vertellen het verhaal van het Nieuwe Testament vanaf folio 19 verso tot folio 253, geïnspireerd op het Speculum Humanae Salvationis, dat het leven vertelt van Christus en de Heilige Maagd, gebaseerd op het Nieuwe Testament, en de vergelijking maakt met volgens de middeleeuwers analoge verhalen uit het Oude Testament. De beeldencyclus toont de evangelies, de 'Handelingen van de Apostelen', de epistels en de Apocalyps van Johannes. De miniaturen van de medaillons hebben op de tekstbladzijden geen rechtstreeks verband met de inhoud van de tekst maar vormen een zelfstandige verhaallijn.

### Miniaturen
Het woord miniatuur komt van het Latijn ‘miniare’ en dat betekende schrijven met ‘minium’, een rood loodoxide dat gebruikt werd om hoofdletters te kleuren in vroege handschriften. In de middeleeuwen werd de scribent die deze kleurstof gebruikte de ‘miniator’ genoemd. Als de techniek verandert en men goud en zilver gaat gebruiken voor de hoofdletter en boekversiering in het algemeen gaat men over ‘verlichten’ (illuminare) spreken en wordt de ‘miniator’ een ‘illuminator’.
“Miniatuur” heeft dus oorspronkelijk niets te maken met iets kleins, die betekenis kreeg het pas later. Miniaturen komen voor in alle formaten van piepklein (enkele vierkante centimeter binnen een initiaal) tot vrij groot, zoals de kruisdraging afkomstig uit "Les Grandes Heures du duc de Berry", die 379 × 283 mm meet en als schilderij bewaard wordt in het Louvre. Een ander voorbeeld van een grote miniatuur is de in 2009 ontdekte miniatuur La Bella Principessa, toegeschreven aan Leonardo da Vinci, die 330 × 239 mm meet.
Het schilderen van de initialen en de marge versiering (decoratie) en het schilderen van de miniaturen (illustratie) waren verschillende taken en in de ateliers van de 15e eeuw werden ze ook dikwijls door verschillende personen uitgevoerd. Later gaat men zelfs bij het schilderen van de miniaturen het werk onderverdelen in bijvoorbeeld het schilderen van het landschap op de achtergrond enerzijds en het schilderen van de personages op de miniaturen anderzijds. Het gebeurde ook vaak dat de meester de lay-out van het werk maakte, de zilverstift tekening die de basis vormde van de miniatuur, en decor en inschilderen van de kleuren overliet aan de medewerkers.
In de 15e eeuw zien we de opkomst van librariërs die een soort voorlopers zijn van de huidige uitgevers. Zij gaan de handschriftenproductie organiseren en financieren het aanmaken van handschriften zonder dat er een afnemer voor is. Om toch nog enigszins maatwerk te kunnen leveren in functie van de smaak en de koopkracht van de uiteindelijke klant, gaat men volbladminiaturen maken op losse folia, die dan achteraf in een “standaard” handschrift kunnen toegevoegd worden.
De illuminatoren zullen waarschijnlijk niet de tijd gehad hebben om het werk dat ze moesten illustreren volledig te lezen, te begrijpen dan daaruit het ontwerp van de miniaturen af te leiden. Ze kregen duidelijke instructies van wat er op de miniatuur moest staan en er werd veelvuldig met modellen gewerkt. Ook de ontwerpen van paneelschilders zijn dankbare bronnen. Dikwijls werden de instructies voor de illuminator in de marge van het handschrift genoteerd. Deze aantekeningen werden uiteraard achteraf meestal zorgvuldig verwijderd maar er zijn toch handschriften bekend waarin men de notities heeft laten staan.
Wanneer de miniatuurkunst op zijn laatste benen loopt ten gevolge van de concurrentie van de boekdrukkunst, bereiken we ook het hoogtepunt van de illuminatiekunst. Het is ook de periode waaruit men vrij veel miniaturisten bij naam leert kennen. In de voorgaande eeuwen blijven de scheppers van deze kostelijke kunstwerken meestal onbekend. Het is vooral van deze periode bekend dat verscheidene miniatuurschilders ook als paneelschilder werkzaam zijn.
Voor het wetenschappelijk onderzoek naar miniaturen uit de Nederlanden zetten Gerard Isaac Lieftinck en Maurits Smeyers de eerste grote stappen.